# Sigmatostalix graminea
Sigmatostalix graminea là một loài thực vật có hoa trong họ Lan. Loài này được (Poepp. & Endl.) Rchb.f. miêu tả khoa học đầu tiên năm 1852.